# 热寺湾乡
热寺湾乡是中国陕西省延安市子长县下辖的一个乡。

## 行政区划
热寺湾乡下辖以下行政区：
热寺湾村、王家庄村、强家畔村、散岔村、玉家圪崂村、姜家坪村、七十甲村、楼沟村、何家岔村、王家沟村、冯家岔村、徐家岔村、前圪塔村、中庄村、常家新庄村、徐家硷村、湫沟村、稍卜河村、大寨村、任瓦村